# San Juan de la Rambla (casco)
San Juan de la Rambla, o simplemente San Juan, es una de las entidades de población que conforman el municipio homónimo, en la isla de Tenerife —Canarias, España—.

## Características
Está situada a 4 kilómetros de la capital municipal, a una altitud media de 113 m s. n. m., aunque el casco urbano se sitúa a unos 60 m s. n. m.
La localidad cuenta con el Centro de Enseñanza Infantil y Primaria Ángel Guimerá, con la iglesia matriz de San Juan Bautista y varias capillas, un centro cultural, una oficina descentralizada del ayuntamiento, un Centro de Ocio y de Información Juvenil, polideportivo, oficina de Correos, cementerio y tanatorio municipales, consultorio médico, supermercado, plazas públicas, parques infantiles, entidades bancarias, farmacia, pequeños comercios, bares y restaurantes.

## Historia
En 2004 la localidad de San Juan deja de ser la capital del municipio en beneficio de San José por acuerdo del Cabildo de Tenerife, a instancias del ayuntamiento ramblero.

## Demografía
Variación demográfica de San Juan de la Rambla
| Año  | Habitantes |
| ---- | ---------- |
| 2000 | 804        |
| 2001 | 848        |
| 2002 | 893        |
| 2003 | 916        |
| 2004 | 892        |
| 2005 | 878        |
| 2006 | 874        |
| 2007 | 994        |
| 2008 | 975        |
| 2009 | 955        |
| 2010 | 928        |
| 2011 | 910        |
| 2012 | 893        |
| 2013 | 877        |
| 2014 | 852        |
| 2015 | 839        |
| 2016 | 815        |
| 2017 | 798        |
| 2018 | 787        |

## Comunicaciones
Se accede al barrio por la Carretera Comarcal TF-5.

### Transporte público
El barrio cuenta con una parada de taxis en la avenida de José Antonio.
En autobús —guagua— queda conectado por las siguientes líneas de TITSA:
| Línea | Trayecto                                                                | Recorrido     |
| ----- | ----------------------------------------------------------------------- | ------------- |
| 106   | Santa Cruz - Icod de los Vinos (express)                                | Horario/Línea |
| 107   | Santa Cruz - Buenavista (por Aeropuerto Norte)                          | Horario/Línea |
| 108   | Santa Cruz - Icod de los Vinos (por Aeropuerto Norte)                   | Horario/Línea |
| 325   | Puerto de la Cruz - Acantilados de Los Gigantes (por Icod de los Vinos) | Horario/Línea |

## Lugares de interés
- Conjunto Histórico de la Villa de San Juan de la Rambla: bien de interés cultural, con categoría de conjunto histórico.[5][6]

- Iglesia matriz de San Juan Bautista, siglo xvi
- Mirador de El Charco
- El Charco
- Playa de La Caldereta
- Playa de San Juan
- Zona recreativa Tabaiba